# Kimiko Soldati
Kimiko Soldati (Longmont, 10 aprile 1974) è una tuffatrice statunitense. Ha rappresentato la nazionale degli Stati Uniti ai Giochi olimpici di Atene 2004 gareggiando nel concorso dei tuffi dal trampolino 3 metri.

## Palmarès
- Coppa del Mondo di tuffi 2002

Siviglia 2002: argento nella piattaforma 10 m